# Жужелица Романова
Жужелица Романова (лат. Carabus (Aristocarabus) romanowi) — вид жесткокрылых насекомых из семейства жужелиц.

## Название
Видовое название дано в честь великого князя Николая Михайловича Романова, увлекавшегося энтомологией и покровительствовавшего энтомологам.

## Таксономия и классификация
Вид описан Андреем Петровичем Семёновым-Тян-Шанским, учёным (в том числе энтомологом) и сыном великого путешественника.
Типовой вид подрода Aristocarabus.
Существует как минимум два подвида: номинативный (Carabus romanowi romanowi) и Carabus romanowi seticollis. Некоторые энтомологи выделяют ещё два подвида, описанных в 1990-х годах.

## Распространение
Известны из Китая (Сычуань).